# كين بيك
كين بيك (بالإنجليزية: Ken Beck)‏ هو لاعب كرة قدم أمريكية أمريكي، ولد في 3 سبتمبر 1935 في مندن في الولايات المتحدة، وتوفي في 5 مارس 2006 في شريفبورت في الولايات المتحدة.